# P2RY2
P2RY2 (англ. Purinergic receptor P2Y2) – білок, який кодується однойменним геном, розташованим у людей на короткому плечі 11-ї хромосоми. Довжина поліпептидного ланцюга білка становить 377 амінокислот, а молекулярна маса — 42 273.
| 10         |  | 20         |  | 30         |  | 40         |  | 50         |
| ---------- |  | ---------- |  | ---------- |  | ---------- |  | ---------- |
| MAADLGPWND |  | TINGTWDGDE |  | LGYRCRFNED |  | FKYVLLPVSY |  | GVVCVPGLCL |
| NAVALYIFLC |  | RLKTWNASTT |  | YMFHLAVSDA |  | LYAASLPLLV |  | YYYARGDHWP |
| FSTVLCKLVR |  | FLFYTNLYCS |  | ILFLTCISVH |  | RCLGVLRPLR |  | SLRWGRARYA |
| RRVAGAVWVL |  | VLACQAPVLY |  | FVTTSARGGR |  | VTCHDTSAPE |  | LFSRFVAYSS |
| VMLGLLFAVP |  | FAVILVCYVL |  | MARRLLKPAY |  | GTSGGLPRAK |  | RKSVRTIAVV |
| LAVFALCFLP |  | FHVTRTLYYS |  | FRSLDLSCHT |  | LNAINMAYKV |  | TRPLASANSC |
| LDPVLYFLAG |  | QRLVRFARDA |  | KPPTGPSPAT |  | PARRRLGLRR |  | SDRTDMQRIE |
| DVLGSSEDSR |  | RTESTPAGSE |  | NTKDIRL    |  |            |  |            |

A: Аланін

C: Цистеїн

D: Аспарагінова кислота

E: Глутамінова кислота

F: Фенілаланін

G: Гліцин

H: Гістидин

I: Ізолейцин

K: Лізин

L: Лейцин

M: Метіонін

N: Аспарагін

P: Пролін

Q: Глутамін

R: Аргінін

S: Серин

T: Треонін

V: Валін

W: Триптофан

Кодований геном білок за функціями належить до рецепторів, g-білокспряжених рецепторів, білків внутрішньоклітинного сигналінгу. 
Локалізований у клітинній мембрані, мембрані.